# Scipopus compeditus
Scipopus compeditus är en tvåvingeart som beskrevs av Willi Hennig 1934. Scipopus compeditus ingår i släktet Scipopus och familjen skridflugor. Inga underarter finns listade i Catalogue of Life.